# Абдул Хади Виджи Мутхари
Абдул Хади Виджи Мутхари (индон. Abdul Hadi Widji Muthari; 24 июня 1946, Суменеп, Мадура — 19 января 2024, Джакарта) — индонезийский поэт и учёный.

## Краткая биография
Окончил в 1967 году Университет Гаджа Мада в Джокьякарте. В 1992 году защитил докторскую диссертацию в Университете наук Малайзии. Кроме того, в 1973—1974 гг. занимался в Университете Йова (США) по международной писательской программе.
В 1960—1970-е годы был редактором ряда журналов и издательства «Балей Пустака». Преподаватель (с 2008 года в звании профессора) частного Университета Парамадина в Джакарте.

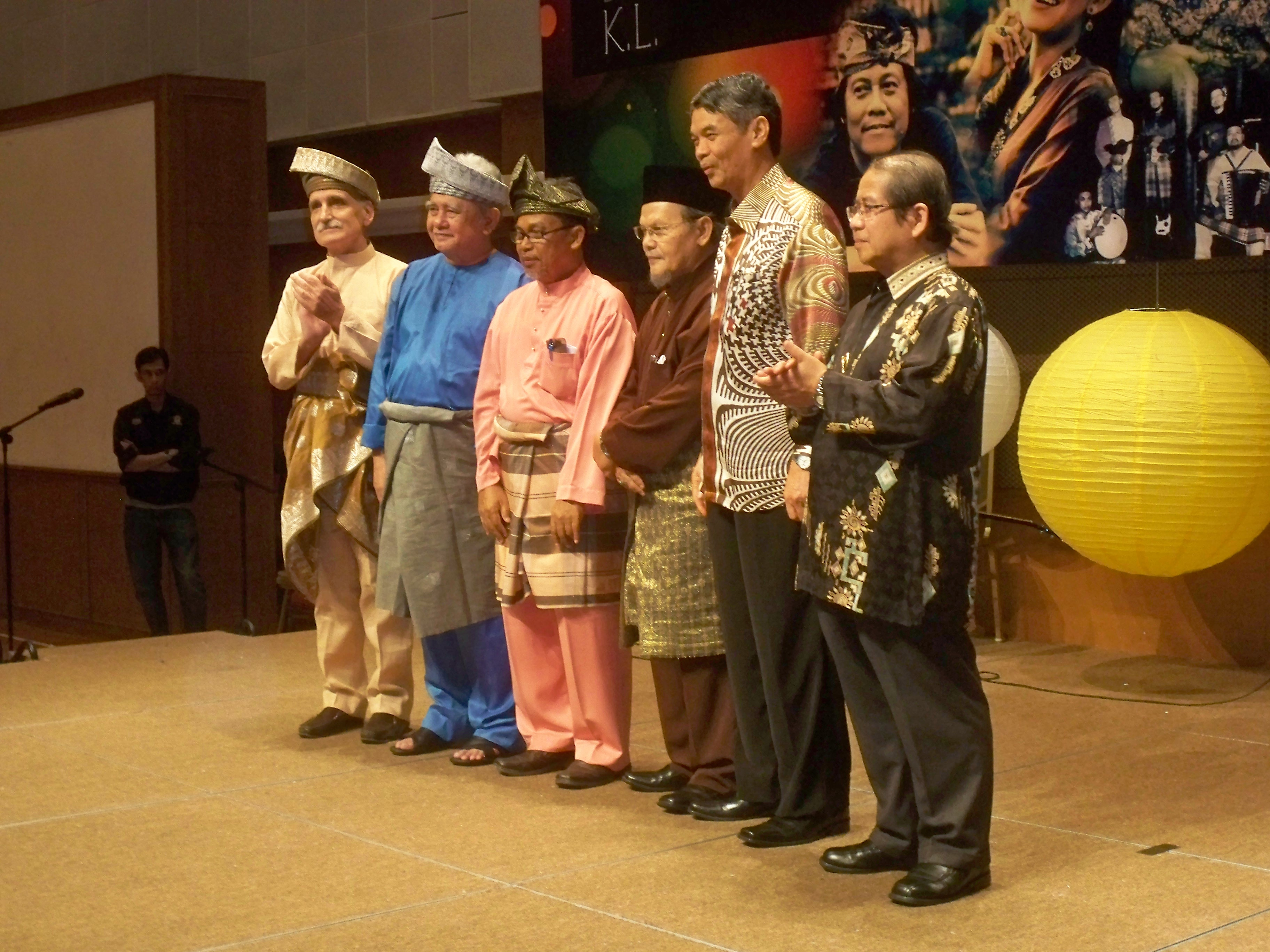
Абдул Хади Виджи Мутхари (второй слева) на церемонии награждения международной премии «Нумера». Куала-Лумпур, 20.11.2013.

## Публикации
Опубликовал пять сборников поэзии: «На море нет ещё прилива» (1971), «Зеркало» (1975), «Длинный портрет посетителя санурского побережья» (1975), «Медитация» (1976), «Висящий на ветре» (1977), «Сын моря, сын ветра» (1983). Является также составителем сборника мадурских сказок «Модин Карок» (1983), автором рассказов для детей «Мышиная семейка» (1984), сборника эссе по литературе «Назад к истокам» (1999) и философской книги «Ислам: культурный и эстетический горизонт» (1999). Его стихи с налётом суфизма, главным образом посвящены отношениям человека с Богом.

## Награды
- Премия журнала «Хорисон» за лучшее стихотворение года (1969)
- Премия Совета искусства Джакарты за лучшую книгу года (1978)
- Премия в области искусства индонезийского правительства (1979)
- Литературная премия Юго-Восточной Азии (1985)
- Литературная премия Мастра (2003)
- Медаль «За вклад в области культуры» (2010)
- Премия Хабиби (2013)
- Международная премия Нумера (2013)

## Семья
- Отец К. Абу Мутар — учитель
- Мать Р. А. Мартия — из аристократического рода Суракарты
- Супруга Теджавати Кунчоро — журналистка и художница (в браке с 1978 года)
- Дети (дочери) Гаятри Ведотами (писательница), Диан Кусвандини (журналистка), Аюша Аютхья (учительница).